# یوهان ویلهلم اسنلمان
یوهان ویلهلم اسنلمان (انگلیسی: Johan Vilhelm Snellman; ۱۲ مهٔ ۱۸۰۶ – ۴ ژوئیهٔ ۱۸۸۱) سیاستمدار، فیلسوف، نویسنده، استاد دانشگاه، و روزنامه‌نگار اهل دوک‌نشین بزرگ فنلاند بود.